# Брод Сити
«Брод Си́ти» (англ. Broad City) — американский телевизионный ситком, созданный Иланой Глейзер и Эбби Джейкобсон, которые также исполнили главные роли. Основан на одноименном веб-сериале, снятом с 2009 по 2011. Эми Полер является одним из исполнительных продюсеров, а также появляется в заключительной серии веб-сериала. Премьера состоялась на канале Comedy Central 22 января 2014.
Трансляция пятого и финального сезона началась 24 января 2019 года и завершилась 28 марта 2019 года.

## Сюжет
Брод Сити повествует о жизни двух лучших подруг, Илане и Эбби, о их злоключениях и приключениях в Нью-Йорке. Их проблемы и простые радости постоянно становятся объектом для по-настоящему необычного, а иногда и безумного юмора. Илана всячески старается избегать работы, чтобы вести разгульный образ жизни, а Эбби пытается создать карьеру в качестве иллюстратора, что весьма проблематично с такой подругой, как Илана.

## В ролях

### Основной состав
- Эбби Джейкобсон — Эбби Абрамс, 26-летняя, также как и Илана еврейка, работает уборщицей в фитнес-центре под названием Soulstice (в итоге повышена до тренера). Она ненавидит свою работу и считает, что достаточно компетентна, чтобы быть тренером. Пробует себя в живописи, мечтает бросит работу в Soulstice и заниматься искусством. Эбби пытается найти баланс между тем, чтобы быть ответственной, самодостаточной взрослой и веселой, беззаботной, как Илана. Эбби живёт с соседкой по квартире, которую никогда не видно, а также в её доме постоянно ошивается Беверс, парень её соседки Мелоди. Эбби очень нравится её сосед Джереми, но она умудряется каждый раз опозорить себя перед ним. Также как и Илана любит выкурить косячок марихуаны, но не так часто.
- Илана Глейзер — Илана Уэкслер, 23-летняя еврейка, бездельница и любительница марихуаны, часто совершает эгоцентричные выходки. Работает в невзрачной компании по продажам, но она редко её посещает, постоянно берет перерывы продолжительностью в несколько часов. Илана делит квартиру с иммигрантом Хаймэ, имеет сексуальные отношения с Линкольном. Хотя Илана рассматривает эти отношения как «чисто-физические» (к ужасу Линкольна), она часто проявляет заботу о нём. По сравнению с лучшей подругой Эбби, более свободна и сексуально раскрепощенна, но каждая её выходка приводит к непредсказуемым последствиям, которые обычно сильно влияют и на жизнь Эбби тоже, которую Илана втягивает в свои дела.
- Хэннибал Бёресс — Линкольн Райс, успешный детский стоматолог, с которым у Иланы повторяющееся сексуальные отношения. Он влюблен в неё и хочет поднять их отношения на новый уровень, но Илана не воспринимает попытки Линкольна всерьез. Веселый и общительный парень, часто играет в игры и рассказывает анекдоты своим пациентам. Также верный друг для Эбби.
- Пол В. Даунс — Трей Пакер, босс Эбби в Soulstice. Помешан на правильном питании и фитнесе. В общем-то хороший парень, но не обращает внимание на желание Эбби стать тренером.
- Артуро Кастро — Хаймэ Кастро, гей, сосед Иланы и по совместительству её наркодилер. Хаймэ — иммигрант из Гватемалы, часто винит себя за свои ошибки, которые совершал против своих друзей, хотя обычно это маленькие пустяки.
- Джон Гемберлинг — Мэтт Беверс, парень вечно-отсутствующей соседки Эбби. Иногда кажется, что он никогда не уходит. Постоянно грязный и отвратительный халявщик, мешающий планам Эбби. Несмотря на это, может быть милым и чутким.

### Второстепенный состав
- Стивен Шнайдер — Джереми Сантос, вежливый и спокойный сосед Эбби напротив, на которого она очень сильно запала.
- Крис Гезерд — Тодд, босс Иланы. Как правило, безрезультатно пытается привить Илане приверженность общему делу.
- Николь Дреспел — Николь Лорн, коллега Иланы по работе, серьезно и ответственно подходит к своей работе.
- Элиот Глейзер — Элиот, брат Иланы
- Сьюзи Эссман — Бобби Уэкслер, мама Иланы
- Боб Балабан — Артур Уэкслер, отец Иланы

## Список эпизодов
| Сезон | Сезон | Эпизоды | Оригинальная дата показа | Оригинальная дата показа |
| Сезон | Сезон | Эпизоды | Премьера сезона          | Финал сезона             |
| ----- | ----- | ------- | ------------------------ | ------------------------ |
|       | 1     | 10      | 22 января 2014 года      | 26 марта 2014 года       |
|       | 2     | 10      | 14 января 2015 года      | 18 марта 2015 год        |
|       | 3     | 10      | 17 февраля 2016 года     | 20 апреля 2016 год       |
|       | 4     | 10      | 13 сентября 2017 года    | 6 декабря 2017 год       |